# Канди (Таджикистан)
Канди́ (тадж. Қандӣ) — село в районах республиканского подчинения Республики Таджикистан. 
Входит в состав джамоата (сельской общины) Рохати района Рудаки.
Находится на расстоянии 75 км от райцентра (пгт. Сомониён) и 45 км от центра джамоата (село Теппаи-Самарканди).
Население — 1373 чел. (2017).